# Kaczkowo Stare
Kaczkowo Stare (do 31 grudnia 2016 Stare Kaczkowo) – wieś sołecka w Polsce położona w województwie mazowieckim, w powiecie ostrowskim, w gminie Brok.
W latach 1975–1998 miejscowość administracyjnie należała do województwa ostrołęckiego.
Obok miejscowości przepływa rzeczka Struga, dopływ Broku.
Wierni Kościoła rzymskokatolickiego należą do parafii św. Andrzeja Apostoła w Broku.

## Zabytki
- Kapliczka przydrożna na skrzyżowaniu z drogą do Antonowa. Według lokalnego przekazu jest to kapliczka ufundowana przez powstańca styczniowego w podzięce za uratowanie życia[9].